# Blepisanis maculicollis
Blepisanis maculicollis är en skalbaggsart som först beskrevs av Louis Albert Péringuey 1888.  Blepisanis maculicollis ingår i släktet Blepisanis och familjen långhorningar. Inga underarter finns listade.